# 内藤理恵子
内藤 理恵子（ないとう りえこ、1979年－）は、日本の宗教学者、文筆家、イラストレーター。愛知県生まれ。

## 経歴・人物
南山大学大学院人間文化研究科博士後期課程修了、博士 (宗教思想)。南山大学客員研究員（宗教文化研究所非常勤研究員）。善通寺勧学院専門研究員。日本ペンクラブ会員。

## 著作リスト

### 単著
- 『ホネになったらどこへ行こうか』（ゆいぽおと、2007年）
- 『哲学はランチのあとで - 映画で学ぶやさしい哲学-』（風媒社、2011年）
- 『映画じかけの倫理学』（風媒社、2011年）
- 『必修科目鷹の爪 - ネット動画世代のためのあたらしい教養読本-』（プレビジョン、2013年）
- 『あなたの葬送は誰がしてくれるのか - 激変する供養のカタチ-』（興山舎、2017年）
- 『誰も教えてくれなかった「死」の哲学入門』（日本実業出版社、2019年）
- 『正しい答えのない世界を生きるための「死」の文学入門』（日本実業出版社、2020年）
- 『新しい教養としてのポップカルチャー マンガ、アニメ、ゲーム講義』（日本実業出版社、2022年）

### 学術専門書
- 『葬送文化の今日的変容 - 現代日本における社会変動と新たな葬送文化の形-』（博士 (宗教思想)、南山大学博士論文、2010年）[1]

→ 『現代日本の葬送文化』（岩田書院、2013年）として出版

### 監修
- テレビドラマ『ハヤブサ消防団』（2023年8月10日 - 、テレビ朝日） - アドバイザー